# Comuna Brîkiv, Koreț
Brîkiv (în ucraineană Бриків) este o comună în raionul Koreț, regiunea Rivne, Ucraina, formată din satele Bohdanivka, Brîkiv (reședința) și Cernîțea.

## Demografie
Componența lingvistică a comunei Brîkiv
     Ucraineană (99,48%)
     Alte limbi (0,46%)
Conform recensământului din 2001, majoritatea populației comunei Brîkiv era vorbitoare de ucraineană (99,48%), existând în minoritate și vorbitori de alte limbi.